# Android (bordspel)
Android is een bordspel ontwikkeld door Kevin Wilson en Dan Clark, dat in 2008 werd uitgebracht door Fantasy Flight Games.
Het spel wordt met 3 tot 5 spelers gespeeld, 13 jaar of ouder. Een gemiddeld spel vergt een half uur tot een uur voorbereidingstijd en heeft een speelduur van 2 tot 4 uur.
Het spel speelt in een onaangename, dystopische toekomst met een gekoloniseerde Maan. In de samenleving leven Androïden en Klonen. De spelers van het bordspel onderzoeken een moord in de fictieve steden New Angeles (op aarde) en Heinlein (op de maan). 
Kevin Wilson ontwikkelde voor Fantasy Flight Games ook Descent: Journeys in the Dark.